# Opération Maestral

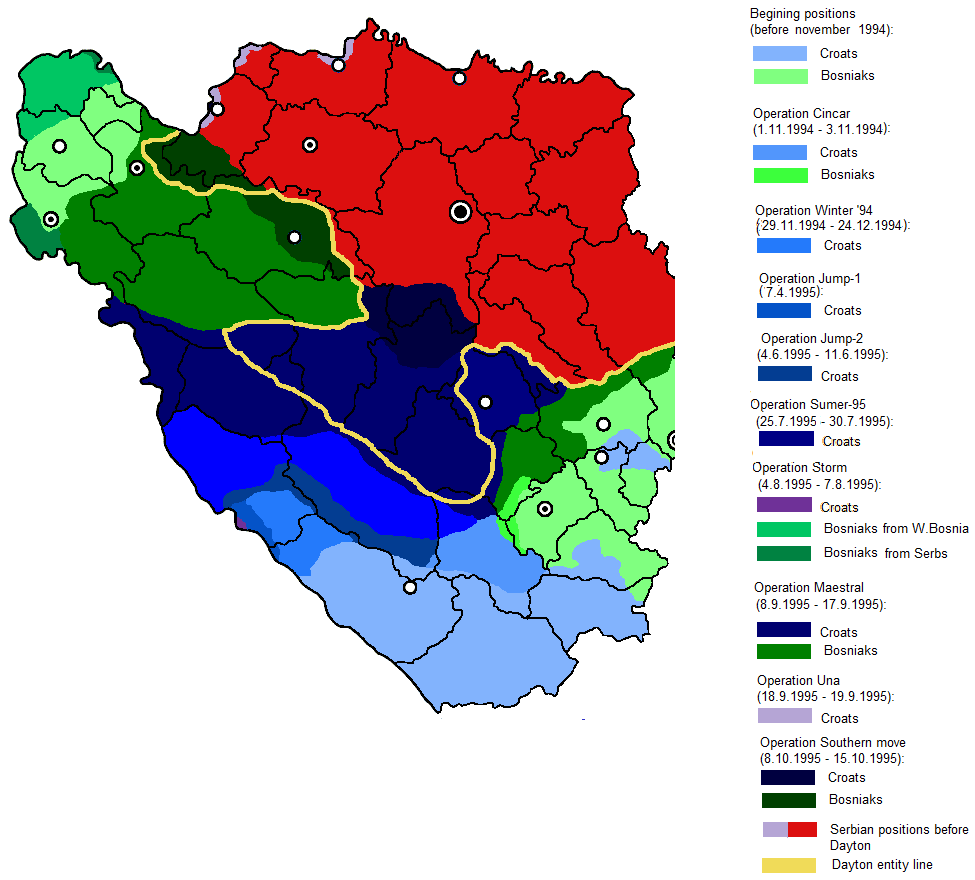
Carte des fronts en Bosnie

L'opération Maestral est la première opération d'envergure commune de l'armée croate (HV), du conseil de défense croate (HVO) et de l'armée de Bosnie-Herzégovine (ABiH). 
Cette opération se soldera par la prise de contrôle d'une grande partie de la Bosnie occidentale et des villes de Drvar, Šipovo, Jajce, Bosanski Petrovac, Bosanska Krupa et Ključ. 
L'opération fut réalisée en deux offensives, elle débuta le 8 septembre pour finir le 17 septembre 1995.
Sur les bases de l'accord de Split, signé le 22 juillet 1995 par les présidents Tuđman et Izetbegović, quelques jours après l'opération Tempête et après avoir mis fin à la contre offensive serbe depuis Drvar, l'armée croate entre de nouveau en action en Bosnie-Herzégovine.
La communauté internationale est restée particulièrement silencieuse sachant qu'une défaite était le meilleur moyen d'amener les Serbes sans nouvelles conditions, à la table des négociations.
Dans une action coordonnée, les forces croates et bosniaques progressent facilement dans l'ouest du pays et, la 4e et 7e brigade de l'armée croate arrive aux abords de Banja Luka. Le but de l'opération était d'effectuer une jonction depuis Bosansko Grahovo vers Drvar et de Glamoč vers Jajce.
À cause du nouveau massacre du marché de Markale le 28 août 1995, les forces aériennes de l'OTAN ont, au cours de la nuit du 30 août, commencé une importante campagne de bombardement des forces serbes, sous le nom d'opération « Deliberate Force ». L'armée serbe fut déstabilisée et la coalition croato-bosniaque en profita pour engager une offensive commune de large envergure.

## L’exil des Serbes et pertes humaines
Selon des sources serbes, cette offensive a fait 655 morts serbes et a expulsé 125 000 réfugiés serbes vers les territoires encore contrôlés par la république serbe de Bosnie.